# Rasheem Green
Rasheem Green (Los Ángeles, California, 15 de mayo de 1995) es un jugador profesional estadounidense de fútbol americano que se desempeña en la posición de defensive end en Chicago Bears, equipo de la National Football League (NFL).

## Carrera
Fue seleccionado en la tercera ronda en la Reunión Anual de Selección de Jugadores de la NFL de 2018. Hizo su debut profesional con el equipo Seattle Seahawks, en el cual jugó cuatro temporadas (2018-2022), después pasó a Houston Texans (2022-2023), luego a Chicago Bears, donde lleva jugando una temporada.